# Форклаз
Форклаз (фр. Forclaz) насеље је и општина у источној Француској у региону Рона-Алпи, у департману Горња Савоја која припада префектури Тонон ле Бен.
По подацима из 2011. године у општини је живело 214 становника, а густина насељености је износила 52,97 становника/km². Општина се простире на површини од 4,04 km². Налази се на средњој надморској висини од 855 метара (максималној 1.580 m, а минималној 539 m).

## Демографија
| 1962. | 1968. | 1975. | 1982. | 1990. | 1999. | 2011. |
| ----- | ----- | ----- | ----- | ----- | ----- | ----- |
| 198   | 200   | 194   | 170   | 177   | 195   | 214   |

График промене броја становника у току последњих година